# Daniela Navarro
Daniela Navarro (Caracas, Venezuela 1984. február 27. –) venezuelai színésznő.

## Élete
Daniela Navarro 1984. február 27-én született Caracas-ban.
Első szerepét az Así es la vida című venezuelai sorozatban játszotta.
2011. szeptember 24-én, 4 évvel megismerkedésük után, feleségül ment Carlos Arreaza-hoz. Házasságuk csak néhány hónapig tartott. 2012. május 12-én bejelentették, hogy elválnak.

## Filmográfia
| Év   | Eredeti Cím            | Cím                 | Szerep                             |
| ---- | ---------------------- | ------------------- | ---------------------------------- |
| 1997 | Así es la vida         |                     | Gaby                               |
| 1997 | A todo corazón         |                     |                                    |
| 2002 | Lejana como el viento  |                     | Marivi                             |
| 2004 | Negra consentida       |                     | Jessica                            |
| 2004 | Estrambotica Anastasia |                     | Yadira Paz                         |
| 2006 | Por todo lo alto       |                     | Chacha Martínez                    |
| 2007 | Pura pinta             |                     | Bianca Rondón                      |
| 2009 | Tomasa te quiero       |                     | Fabiana Paredes                    |
| 2010 | Pensión Amalia         |                     | María Bendita                      |
| 2010 | Si me miran tus ojos   | Határtalan szerelem | Patricia 'Paty' Linares            |
| 2011 | Corazón apasionado     | Csók és csata       | Mariela 'Marielita' Campos Miranda |
| 2012 | Relaciones peligrosas  |                     | Olivia Kloster                     |
| 2012 | Corazón valiente       | Több mint testőr    | Clara Salvatierra                  |
| 2013 | Marido en alquiler     |                     | Bárbara González                   |
| 2014 | Tierra de Reyes        |                     | Patricia Rubio                     |

## Fordítás
- Ez a szócikk részben vagy egészben  a   Daniela Navarro című angol Wikipédia-szócikk fordításán alapul.  Az eredeti cikk szerkesztőit annak laptörténete sorolja fel. Ez a jelzés csupán a megfogalmazás eredetét és a szerzői jogokat jelzi, nem szolgál a cikkben szereplő információk forrásmegjelöléseként.